# Embère van Gils

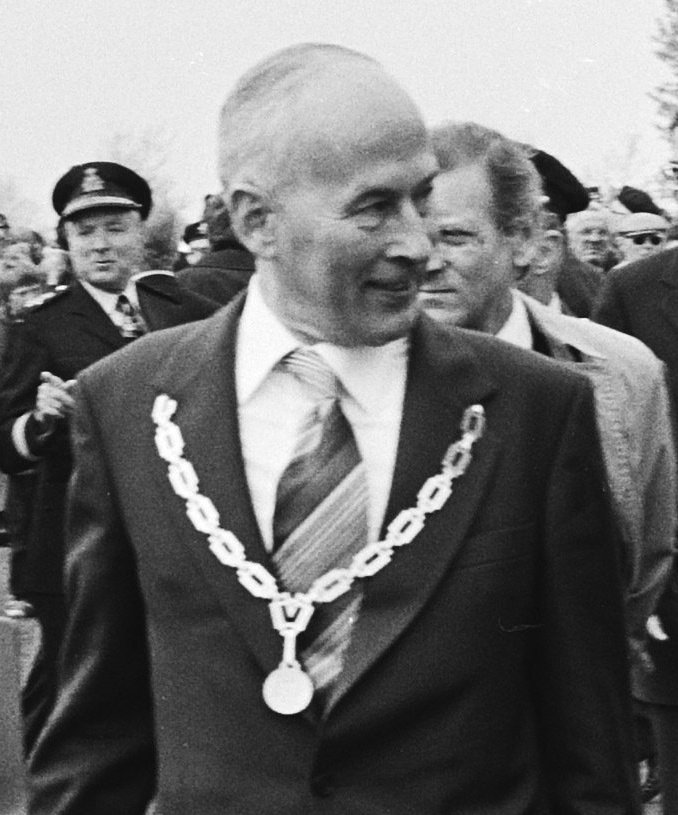
Burgemeester E.A.A. van Gils (1980)

Embère André Antoine van Gils (Made en Drimmelen, 12 november 1925 – Nijmegen, 5 mei 2012) was een Nederlands burgemeester namens de KVP en later het CDA.
Hij groeide op in Made en Drimmelen waar zijn vader A.J.A. van Gils van 1919 tot 1943 burgemeester was. Daar doorliep hij de basisschool en hij ging in Breda naar de middelbare school.
Van Gils was hoofdcommies bij de gemeentesecretarie van Zwolle voor hij in 1968 benoemd werd tot burgemeester van de gemeente Millingen aan de Rijn. Daar werd reeds begin jaren '80 een straat naar hem vernoemd. Vervolgens was hij van 1979 tot 1990 burgemeester in de gemeente Groesbeek. 
Hij was in Amsterdam gehuwd met Corry Luyer (Bussum, 13 april 1928 – Groesbeek, 18 september 2008) en kreeg drie kinderen, van wie er twee (20 en 34 jaar) op jonge leeftijd overleden. Zijn tweelingbroer André van Gils was burgemeester van Ossendrecht en hun jongere broer Joop van Gils was burgemeester in Didam en Maasdriel.